# Encyclopédie de la Pléiade
Die Encyclopédie de la Pléiade ist eine Sammlung der Éditions Gallimard, die wissenschaftliche Texte in enzyklopädischem Stil zu wichtigen Wissensgebieten veröffentlicht. Sie ist Teil der Bibliothèque de la Pléiade, von der sie das Format und die Ästhetik der Bücher (mit den Sternen auf dem Rücken) übernimmt.
Die Herausgabe erstreckte sich von 1956 bis 1991. Die Erstellung dieser Sammlung wurde Raymond Queneau anvertraut. Einige der Bände wurden in der Sammlung Folio Essais nachgedruckt.

## Liste der Bände
Die Encyclopédie de la Pléiade umfasst 49 Bände, die Informationen für die erste Ausgabe sind in der folgenden Tabelle aufgeführt:
| Reihentitel                                          | Leiter der Veröffentlichung                                        | Bandtitel (tome = Band)                                      | Jahr der Veröffentlichung | Reihennummer | ISBN               |
| ---------------------------------------------------- | ------------------------------------------------------------------ | ------------------------------------------------------------ | ------------------------- | ------------ | ------------------ |
| Histoire des Littératures                            | Raymond Queneau                                                    | Tome I : Littératures anciennes, orientales et orales        | 1956                      | 1            |                    |
| Histoire des Littératures                            | Raymond Queneau                                                    | Tome II : Littératures occidentales                          | 1956                      | 3            | ISBN 9782071000196 |
| Histoire des Littératures                            | Raymond Queneau                                                    | Tome III : Littératures françaises, connexes et marginales   | 1958                      | 7            | ISBN 9782070105946 |
| Histoire universelle                                 | René Grousset, Émile-G. Léonard                                    | Tome I : Des origines à l'Islam                              | 1956                      | 2            | ISBN 2070104109    |
| Histoire universelle                                 | René Grousset, Émile-G. Léonard                                    | Tome II : De l'Islam à la Réforme                            | 1957                      | 4            | ISBN 2070104117    |
| Histoire universelle                                 | René Grousset, Émile-G. Léonard                                    | Tome III : De la Réforme à nos jours                         | 1958                      | 6            | ISBN 2070104125    |
| Histoire de la science                               | Maurice Daumas                                                     | Des origines au XXe siècle                                   | 1957                      | 5            | ISBN 2070104052    |
| La Terre (neu aufgelegt unter dem Titel Géophysique) | Jean Goguel                                                        |                                                              | 1959                      | 8            |                    |
| Histoire de la musique                               | Roland-Manuel                                                      | Tome I : Des origines à Jean-Sébastien Bach                  | 1960                      | 9            | ISBN 2070104036    |
| Histoire de la musique                               | Roland-Manuel                                                      | Tome II : Du XVIIIe siècle à nos jours                       | 1963                      | 16           | ISBN 2070104044    |
| Botanique                                            | Fernand Moreau                                                     |                                                              | 1960                      | 10           | ISBN 207010396X    |
| L'histoire et ses méthodes                           | Charles Samaran                                                    |                                                              | 1961                      | 11           | ISBN 2070104095    |
| Histoire de l'Art                                    | Pierre Devambez                                                    | Tome I : Le Monde non-chrétien                               | 1961                      | 12           | ISBN 2070103994    |
| Histoire de l'Art                                    | Jean Babelon                                                       | Tome II : L'Europe médiévale                                 | 1966                      | 21           | ISBN 2070104001    |
| Histoire de l'Art                                    | Jean Babelon                                                       | Tome III : Renaissance - Baroque - Romantisme                | 1965                      | 17           | ISBN 207010401X    |
| Histoire de l'Art                                    | Bernard Dorival                                                    | Tome IV : Du réalisme à nos jours                            | 1969                      | 28           | ISBN 2070104028    |
| Astronomie                                           | Evry Schatzman                                                     |                                                              | 1962                      | 13           | ISBN 2070103951    |
| Zoologie                                             | Pierre-Paul Grassé, Andrée Tétry                                   | Tome I : Généralités - Protozoaires - Métazoaires, I         | 1963                      | 14           | ISBN 2070104206    |
| Zoologie                                             | Pierre-Paul Grassé, Andrée Tétry                                   | Tome II : Les Arthropodes : Métazoaires, II                  | 1964                      | 15           | ISBN 2070104214    |
| Zoologie                                             | Pierre-Paul Grassé, Andrée Tétry                                   | Tome III : Métazoaires, III                                  | 1972                      | 30           | ISBN 2070107736    |
| Zoologie                                             | Pierre-Paul Grassé, Andrée Tétry                                   | Tome IV : Tétrapodes - Domaines faunistiques - Zoogéographie | 1974                      | 37           | ISBN 2070107965    |
| Biologie                                             | Jean Rostand, Andrée Tétry                                         |                                                              | 1965                      | 18           | ISBN 2070103978    |
| Histoire des spectacles                              | Guy Dumur                                                          |                                                              | 1965                      | 19           | ISBN 2070104087    |
| Géographie générale                                  | Pierre Deffontaines, Mariel Jean-Brunhes Delamarre, André Journaux |                                                              | 1966                      | 20           | ISBN 2070103986    |
| Logique et connaissance scientifique                 | Jean Piaget                                                        |                                                              | 1967                      | 22           | ISBN 2070104133    |
| Jeux et sports                                       | Roger Caillois                                                     |                                                              | 1968                      | 23           | ISBN 2070104257    |
| Ethnologie générale                                  | Jean Poirier                                                       |                                                              | 1968                      | 24           | ISBN 2070104230    |
| Le language                                          | André Martinet                                                     |                                                              | 1968                      | 25           | ISBN 2070104249    |
| Histoire de la philosophie                           | Brice Parain                                                       | Tome I : Orient - Antiquité - Moyen Âge                      | 1969                      | 26           | ISBN 2070104265    |
| Histoire de la philosophie                           | Yvon Belaval                                                       | Tome II : De la Renaissance à la Révolution kantienne        | 1973                      | 36           | ISBN 2070107604    |
| Histoire de la philosophie                           | Yvon Belaval                                                       | Tome III : du XIXe siècle à nos jours                        | 1974                      | 38           | ISBN 2070108252    |
| Physiologie                                          | Maurice Fontaine                                                   |                                                              | 1969                      | 27           | ISBN 2070104222    |
| Histoire de religions                                | Henri-Charles Puech                                                | Tome I                                                       | 1970                      | 29           | ISBN 2070104273    |
| Histoire de religions                                | Henri-Charles Puech                                                | Tome II                                                      | 1973                      | 34           | ISBN 2070107663    |
| Histoire de religions                                | Henri-Charles Puech                                                | Tome III                                                     | 1976                      | 40           | ISBN 2070107957    |
| Géologie                                             | Jean Goguel                                                        | Tome I                                                       | 1972                      | 31           | ISBN 2070107647    |
| Géologie                                             | Jean Goguel                                                        | Tome II                                                      | 1973                      | 35           | ISBN 2070107809    |
| La France et les Français                            | Michel François                                                    |                                                              | 1972                      | 32           | ISBN 2070107639    |
| Ethnologie régionale                                 | Jean Poirier                                                       | Tome I : Afrique - Océanie                                   | 1972                      | 33           | ISBN 207010771X    |
| Ethnologie régionale                                 | Jean Poirier                                                       | Tome II : Asie Amérique Mascareignes                         | 1978                      | 42           | ISBN 2070108937    |
| Géographie régionale                                 | Pierre Deffontaines, Mariel Jean-Brunhes Delamare, André Journaux  | Tome I                                                       | 1975                      | 39           | ISBN 2070107612    |
| Géographie régionale                                 | Pierre Deffontaines, Mariel Jean-Brunhes Delamare, André Journaux  | Tome II                                                      | 1979                      | 44           | ISBN 2070108945    |
| Histoire des techniques                              | Bertrand Gille                                                     | Prolégomènes à une histoire des techniques                   | 1978                      | 41           | ISBN 2070108813    |
| Médecine                                             | Pierre de Graciansky, Henri Péquignot                              | Tome I                                                       | 1980                      | 45           | ISBN 2070109402    |
| Médecine                                             | Pierre de Graciansky, Henri Péquignot                              | Tome II                                                      |                           | 43           | ISBN 2070109410    |
| Psychologie                                          | Jean-Paul Bronckart, Pierre Mounoud et Jean Piaget                 |                                                              | 1987                      | 46           | ISBN 2070109933    |
| Histoire des mœurs                                   | Jean Poirier                                                       | Tome I : Les Coordonnées de l'homme et la culture matérielle | 1990                      | 47           | ISBN 2070110648    |
| Histoire des mœurs                                   | Jean Poirier                                                       | Tome II : Modes et Modèles                                   | 1991                      | 48           | ISBN 2070112004    |
| Histoire des mœurs                                   | Jean Poirier                                                       | Tome III : Thèmes et Systèmes culturels                      | 1991                      | 49           | ISBN 2070112012    |